# Altmann (Berg)
Der Altmann (Betonung auf der zweiten Silbe) ist mit 2435 m ü. M. der zweithöchste Berg des Alpsteins und der Appenzeller Alpen insgesamt an der Grenze der Kantone Appenzell Innerrhoden (Bezirk Schwende-Rüte) und St. Gallen (Gemeinde Wildhaus-Alt St. Johann) in der Schweiz. Er besteht aus Kalkstein.

## Etymologie
Eine gelehrte Deutung führt den Namen Altmann auf lat.-roman. Altus Mons (‚hoher Berg‘) zurück, worauf er sich über Altmon zu Altmann entwickelt habe. Wahrscheinlicher aber ist gemäss Appenzeller Namenbuch und St. Galler Namenbuch die wörtliche Deutung (‚alter Mann‘), weil die grauen Felswände dem Berg das Aussehen eines alten Mannes verleihen.

## Besteigung

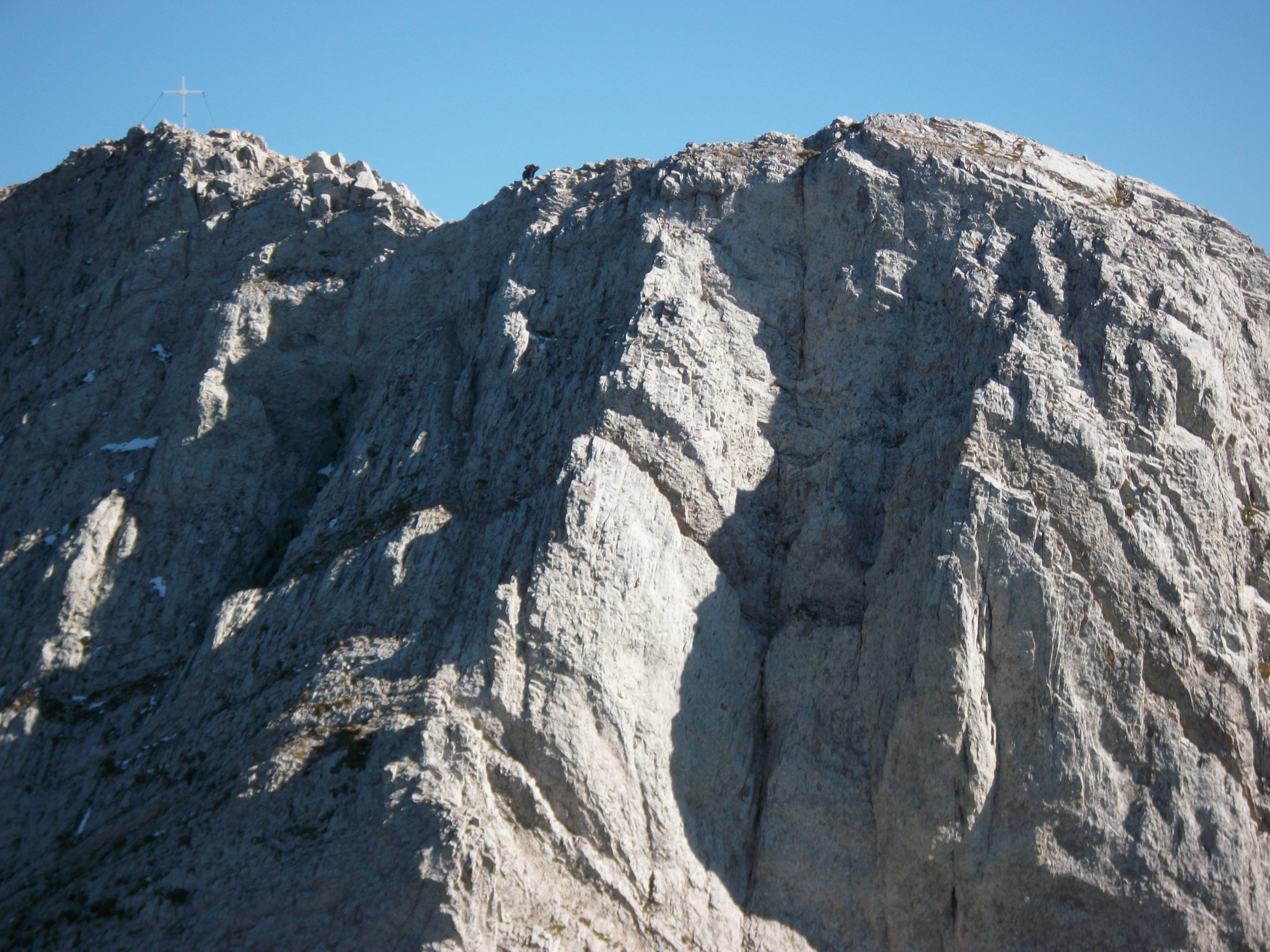
Normalweg auf den Altmann (Bildmitte/links)

Als Erstbesteiger werden Carl Friedrich Fröhlich, Huber & Looser im Juli 1825 genannt. Möglicherweise wurde der Berg schon früher im Rahmen der Jagd und der Hirterei bestiegen.

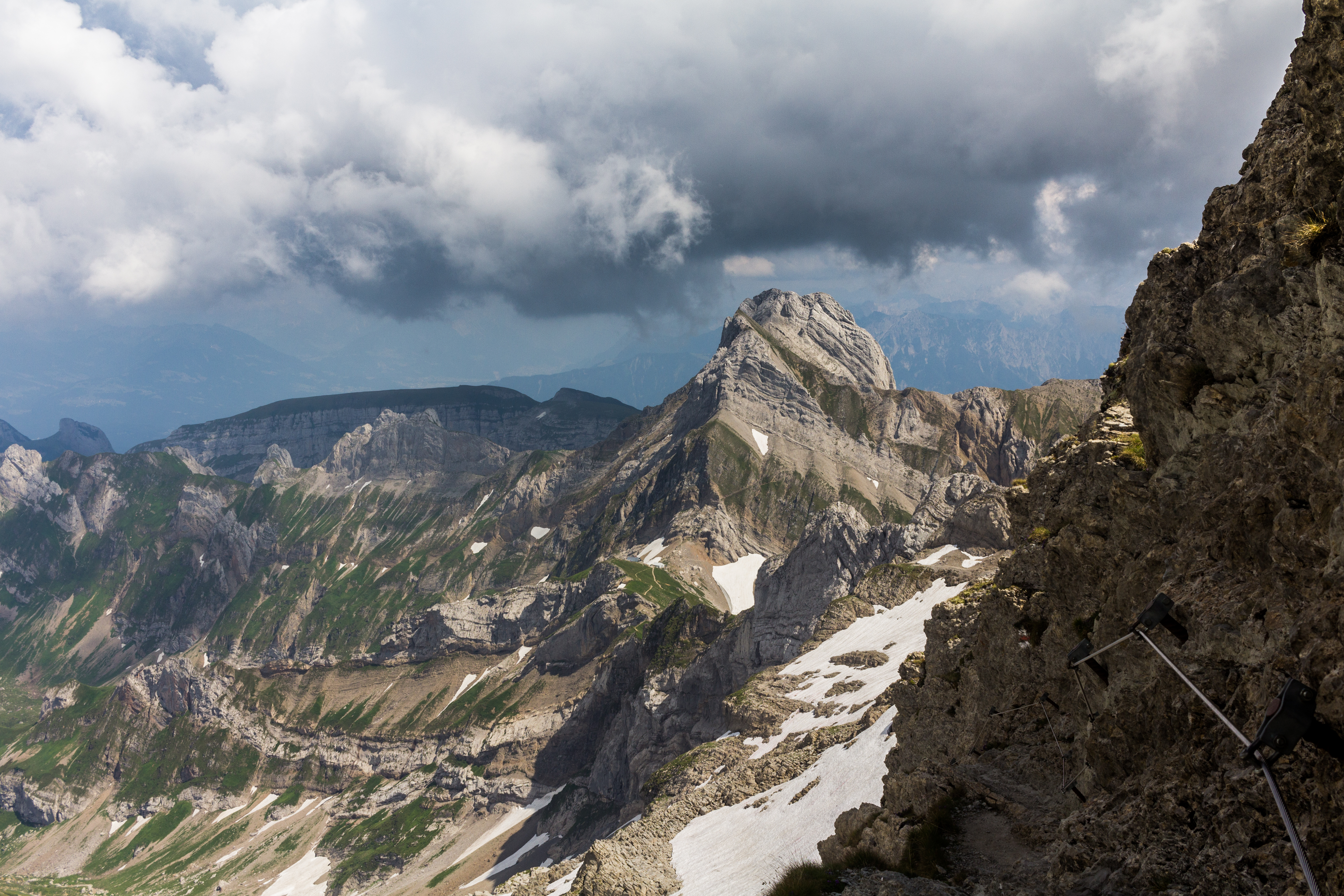
Blick auf den Altmann vom Lisengrat

Blick vom Säntis auf den Altmann, um 1910

Der Altmann ist vom höheren Säntis aus via Lisengrat und Rotsteinpass zu erreichen. Ebenso vom Zwinglipass aus. Beide Wege treffen sich am Ende des Nädligergrates über der Flis-Schafbodenwand, von wo ein Bergwanderweg unterhalb von Fliskopf und Altmannkamm zum Altmannsattel – gemäss Landeskarte der Schweiz Altmasattel 2367 m ü. M. – führt. Ein weiterer Weg steigt vom Fählensee hinauf. Der Aufstieg zum Gipfel erfordert leichte Kletterei im zweiten Grad, was an heiklen Stellen durch Eisenstifte erleichtert wird. Durch die speckigen Felsen und teils lockere Steine ist Vorsicht geboten und der Übergang vom Vorgipfel über den Grat zum Gipfelkreuz (mit Gipfelbuch) ist teils sehr ausgesetzt (abgespeckte Stelle mit annähernd "Reitgrat") und erfordert anschließend die Durchsteigung einer kleinen Scharte. Die Zuwegungen bis zum Altmannsattel sind markiert und offizielle Bergsteige, die Kletterroute ab dem Sattel ist unmarkiert. Heikel bei Nässe und Schnee, vor allem im unteren Bereich des Normalweges Steinschlaggefahr.
Der Altmann ist ein klassischer Kletterberg. Die ersten Kletterrouten führten durch die schluchtartigen Kamine in der Südwand, später waren der West- und Ostgrat Ziele von Erstbegehern. In den 1980er Jahren gab es zahlreiche Erstbegehungen, bis in den VIII. Grad, durch die Südwand. Heutzutage werden vor allem die Klettertouren über den Ostgrat, durch den Schaffhauserkamin, den Südkamin und die Westkante häufig begangen.

## Aussicht

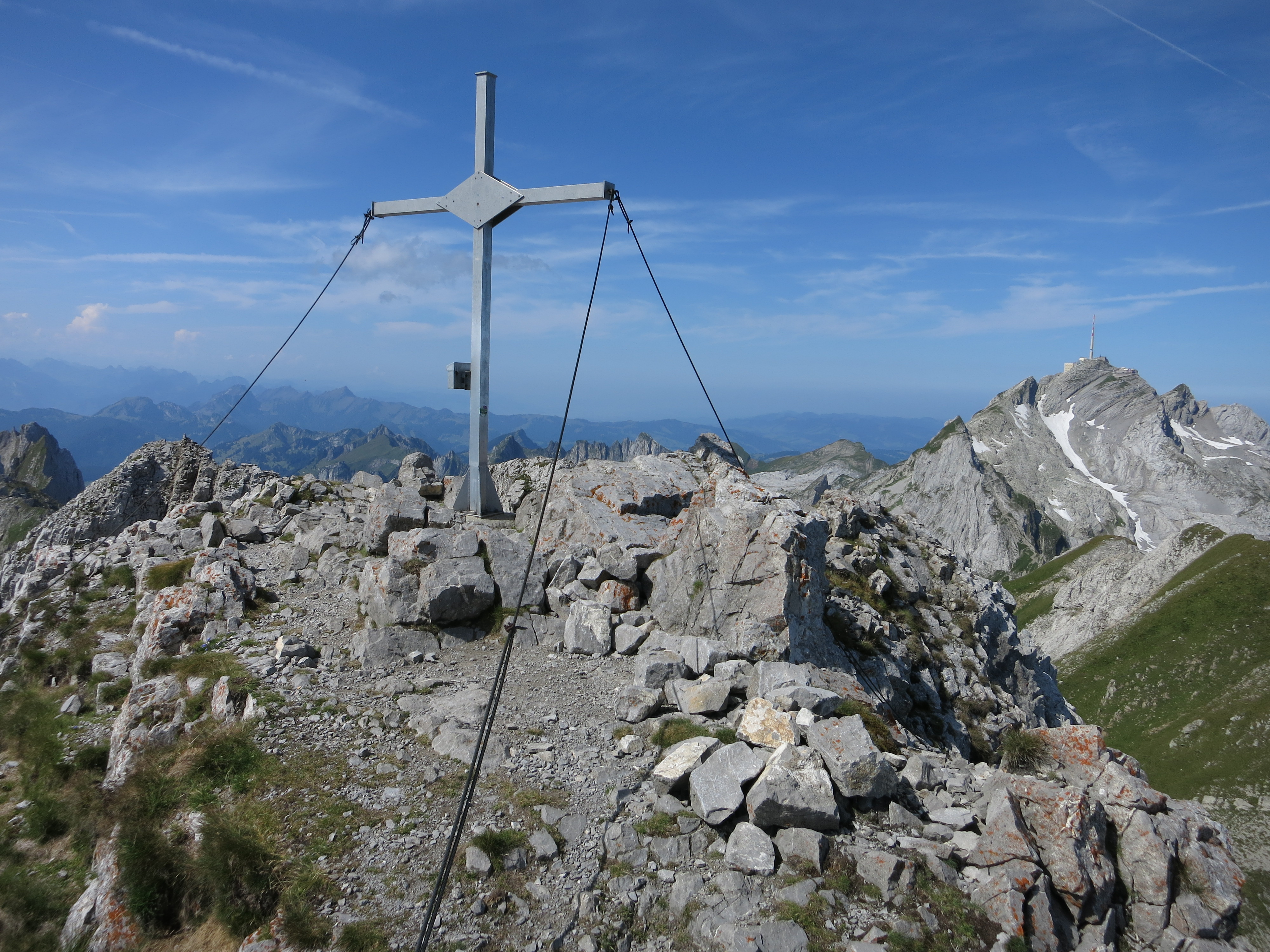
Gipfelkreuz des Altmann

Der freie Ausblick ist dank der exponierten und auch unverbauten Lage (im Gegensatz zum Säntisgipfel mit verschiedenen Aufbauten) grandios. Nur der rund 70 Meter höhere Säntis unterbricht im Nordwesten die freie Rundsicht. Vom Altmanngipfel aus ist die Gebirgslandschaft vom Bodensee über das Appenzellerland zum Rheintal und von den Allgäuer Alpen und dem Bregenzerwald im Osten hin zu Verwall, Rätikon, Silvrettagruppe, den Bündner und Glarner Alpen, die Churfirsten und im Westen mit den Berner Alpen, der Rigi und dem Zürichsee zu sehen. Besonders bekannte vom Gipfel sichtbare Berge sind Schesaplana, Piz Linard, Piz Kesch, Piz Bernina und der Tödi. Das Panorama zeigt damit weite Landschaften in Deutschland, Österreich, Liechtenstein und der Ostschweiz.

## Natur
Im Gebiet des Altmanns kommen Steinböcke und Schneehühner vor.